# Orangerie Sankt-Walburga

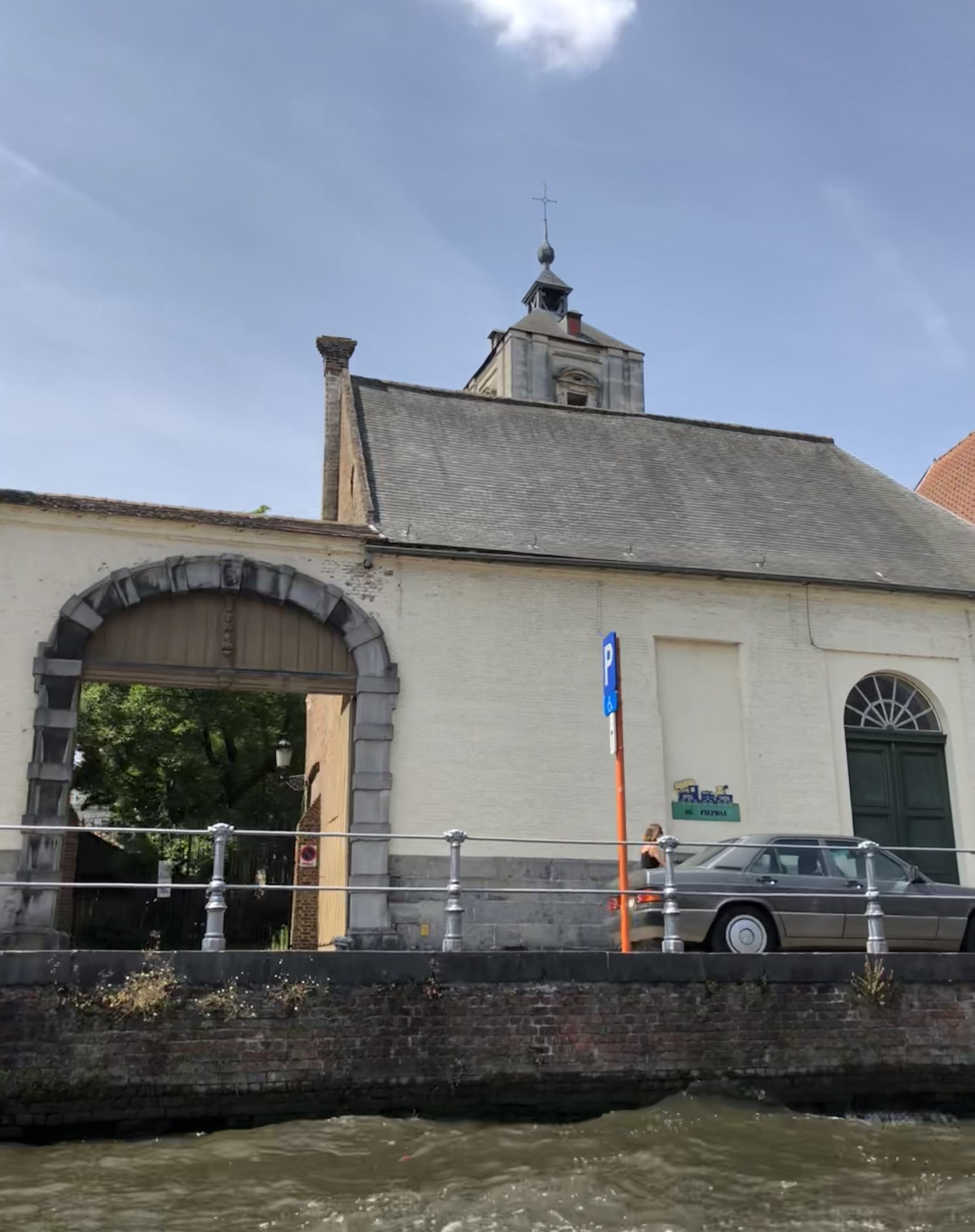
Orangerie Sankt-Walburga im Jahr 2019

Die Orangerie Sankt-Walburga (niederländisch Oranjerie Sint-Walburga) ist ein denkmalgeschütztes Gebäude in Brügge in Belgien.

## Lage
Das Haus befindet sich im östlichen Teil der Altstadt von Brügge, auf der Westseite der Straße Verversdijk an der Adresse Verversdijk 17. Östlich des Gebäudes verläuft der Kanal Sint-Annarei. Südlich des Gebäudes führt ein Durchgang von der Straße Verversdijk zur westlich gelegenen Sankt-Walburga-Kirche. Nördlich grenzt das gleichfalls denkmalgeschützte Pfarrhaus der Sankt-Walburga-Kirche, südlich die Abteilung „Verversdijk“ des Europakollegs an.

## Architektur und Geschichte
Der Komplex gehörte ursprünglich zum benachbarten Jesuitenkloster. Auf einer Karte von 1674 ist es verzeichnet und wird dort een achterplaats met logien aan de noortzijde (deutsch Hinterhof mit Logen an der Nordseite) genannt. Ein Plan aus der Zeit kurz nach 1773 führt das Vorderhaus als Brauerei, nach hinten auf der Nordseite, im rechten Winkel vom Vorderhaus abgehend, waren Pferdeställe angeordnet. 1843/1844 wurde der offene Teil des Gebäudes geschlossen und in eine Kapelle der Marienkongregation umgewandelt.
Das als Ziegelbau errichtete Vorderhaus ruht auf einem hohen Sockel aus Natursteinen. In der linken Seite befindet sich die von einem barocken Rundbogen überspannte Durchfahrt. Der rückseitige ebenfalls aus Backstein errichtete Gartenflügel weist neun auf dorischen Säulen ruhende Rundbögen auf. Am sechsten Joch finden sich Steinmetzzeichen, die auf R. Clinghermans und möglicherweise auf die Familien Rombaux und Lechien verweisen.
Im Inneren ist die Decke mit Malereien aus der Zeit der Umwandlung in eine Kapelle versehen. Die Tondi zeigen Szenen aus dem Leben Marias.
Das Grundstück umfasst eine Fläche von 480 m². Das Gebäude wird seit dem 14. September 2009 als architektonisches Erbe geführt.